# David Benito Garcia
David Benito Garcia (* 15. September 1977 in Luxemburg) ist ein luxemburgisch-spanischer Schauspieler.

## Leben
David Benito Garcia absolvierte sein Schauspielstudium von 1999 bis 2003 an der Freiburger Schauspielschule im E-Werk.
Nach seinem Abschluss war er ab 2003 zunächst zwei Jahre am „Jungen Theater Konstanz“ engagiert. Anschließend wechselte er dann für weitere zwei Jahre in das Schauspielensemble am Theater Konstanz. Dort spielte er u. a. den Mazedonier Jane Sokolov in Dea Lohers Theaterstück Fremdes Haus und den Karl Moor in Die Räuber. 2007 wurde er für seine Mitwirkung in einer Bühnenfassung der Grass-Novelle Katz und Maus gemeinsam mit Michael Kientzle, Georg Melich, Hans Helmut Straub und Jana Alexia Rödiger bei der „Woche junger Schauspieler“ mit dem „Bensheimer Theaterpreis für junge Schauspieler“ ausgezeichnet.
Ab der Spielzeit 2008/09 war er bis 2017 festes Ensemblemitglied am „Schnawwl“, dem Jungen Nationaltheater Mannheim, wo er Haupt- und Nebenrollen in Stücken für verschiedene Altersklassen spielte. Er trat dort u. a. in Der Teufel mit den drei goldenen Haaren, Das Lied von Rama von Tor Åge Bringsværd und Der Junge mit dem Koffer von Mike Kenny auf.
Seit der Spielzeit 2017/18 ist David Benito Garcia festes Ensemblemitglied an der Schauburg München. An der Schauburg spielte David Benito Garcia u. a. gemeinsam mit Anne Bontemps in Kristo Šagors Theaterstück Ich liebe dich. In der Spielzeit 2021/22 spielt er an der Schauburg in dem Kinderstück Glück im Doppelpack der niederländischen Autorin Sophie Kassies.
David Benito Garcia stand außerdem für verschiedene Film- und Fernsehproduktionen vor der Kamera. In der 21. Staffel der ZDF-Serie Die Rosenheim-Cops (2022) übernahm er eine der Episodenrollen als Drohnenpilot Sascha Meinhardt.
David Benito Garcia lebt in München.

## Filmografie (Auswahl)
- 2004: Autobahnraser (Kinofilm)
- 2007–2010: Aktenzeichen XY … ungelöst (Fernsehserie, mehrere Folgen, verschiedene Rollen)
- 2010: Tatort: Blutgeld (Fernsehreihe)
- 2010: Der grosse Kater (Kinofilm)
- 2018: Big Manni (Fernsehfilm)
- 2022: Die Rosenheim-Cops: Rosenheim von oben (Fernsehserie, eine Folge)
- 2022: Die Glücksspieler (Fernsehserie)